# Thermo Fisher Scientific
Thermo Fisher Scientific, «Термо Фишер Сайентифик» — американский производитель научного оборудования, реагентов, расходных материалов и программного обеспечения. Штаб-квартира компании расположена в г. Уолтем, штат Массачусетс, США.
Компания была образована в результате слияния компаний Thermo Electron и Fisher Scientific в 2006 году; в последующие годы были приобретены другие компании-производители реагентов, расходных материалов, приборов и услуг, в том числе Life Technologies Corporation (2013), Alfa Aesar (2015), Affymetrix (2016), FEI Company (2017), BD (2018).

## История
Компанию Thermo Electron основал в 1956 году греко-американский физик Георгиос Хадзопулос. Первоначально компания занималась исследованиями в области термионики — получении электричества из тепла без использования движущихся частей. Хотя компания получила несколько патентов в этой области, её разработки были экономически нецелесообразным; компания выживала за счёт грантов и выполнения подрядов в смежных отраслях для других компаний и госорганизаций. С 1963 года Thermo Electron начала поглощать другие компании, расширяя свои интересы в металлургию, получение редких металлов и энергетику. В 1967 году компания выпустила акции, которые сначала обращались на внебиржевом рынке, а с 1980 года — на Нью-Йоркской фондовой бирже. Наиболее успешной разработкой 1960-х годов стал двигатель на основе цикла Ренкина. К середине 1970-х годов оборот компании достиг 100 млн долларов благодаря патентам на энергоэффективные промышленные печи и детекторы диоксида азота. В 1980-х годах компания продолжала исследования в различных отраслях, среди коммерчески успешных продуктов были детекторы взрывчатки и наркотиков, кондиционеры на природном газе, электрогенераторы на отходах и др. К середине 1990 годов стала группой компаний с оборотом около 1 млрд долларов.
Fisher Scientific была основана в 1902 году в Питтсбурге Честером Фишером для снабжения всем необходимым лабораторий в штате Пенсильвания. С 1904 года Фишер начал издавать каталог продукции Fisher Catalog, ставший стандартом в отрасли в отношении спецификаций оборудования и технической информации. Из-за нехватки оборудования и расходных материалов в годы Первой мировой войны компания начала собственное их производство; вскоре некоторые её продукты начали превосходить оборудование, которое раньше импортировались из Европы. В 1925 году была куплена канадская компания Scientific Supplies, которая также занималась снабжением лабораторий. В 1940 году была поглощена нью-йоркская химическая компания Eimer & Amend. В 1957 году был куплен производитель медицинского оборудования E. Machlett & Sons. Акции Fisher Scientific начали котироваться на Нью-Йоркской фондовой бирже в 1968 году. В 1981 году компания была поглощена Allied Corporation, корпорацией с интересами в химической, авиастроительной и нефтегазовой отраслях. В 1991 году компания снова стала самостоятельной под названием Fisher Scientific International. В 1990-х годах компания быстро росла сейчас счёт поглощений, в середине десятилетия вышла на рынок России, в частности оснастила лабораторию по тестированию лекарств Министерства здравоохранения России.
В 2006 году было достигнуто соглашение о слиянии Thermo Electron и Fisher Scientific. Сделка была завершена а апреле 2007 года. В 2013 году за 13,6 млрд долларов была куплена корпорация Life Technologies. В 2016 году за $4,2 млрд был куплен производитель электронных микроскопов FEI Company. В апреле 2021 года за $17,4 млрд была куплена компания PPD, Inc.; она предоставляла услуги фармацевтических компаниям, такие как лабораторные исследования и клинические испытания.

## Деятельность
Подразделения по состоянию на 2022 год:
- Laboratory Products & Biopharma Services — лабораторное оборудование и услуги фармацевтическим компаниям (проведение клинических испытаний лекарств, организация производства медикаментов); 47 % выручки;
- Life Sciences Solutions — инструменты, реагенты и расходные материалы для биологических и медицинских исследований; 29 % выручки;
- Analytical Instruments — оборудование и расходные материалы для научных исследований, в частности для хроматографии, масс-спектрометрии, химического анализа и электронной микроскопии; 14 % выручки;
- Specialty Diagnostics — диагностические комплекты и оборудование; 10 % выручки.

Географическое распределение выручки:
- Северная Америка — 55 % (США — 53 %),
- Европа — 24 %,
- Азиатско-Тихоокеанский регион — 18 % (КНР — 8 %),
- другие регионы — 3 %.

В списке крупнейших публичных компаний в мире Forbes Global 2000 за 2022 год Thermo Fisher Scientific заняла 120-е место. В списке крупнейших компаний США по размеру выручки Fortune 500 заняла 92-е место.